# Jan Filip (handball)
Pour les articles homonymes, voir Jan Filip (homonymie).
Jan Filip, né le 14 juin 1973 à Prague en Tchécoslovaquie, est un ancien handballeur tchèque évoluant au poste de ailier droit. Reconverti entraîneur, il est notamment sélectionneur de l'équipe nationale tchèque de 2014 à 2021.

## Palmarès

### En club
Compétitions internationales
- Vainqueur de la Coupe de l'EHF (C3) en 2008

Compétitions nationales
- Vainqueur du Championnat de Tchécoslovaquie en 1991, 1992[réf. nécessaire]
- Vainqueur du Championnat de République tchèque en 1994, 1995
- 2e du Championnat d'Allemagne en 2002
- Vainqueur du Championnat de Suisse en 2010 et 2011
- Vainqueur de la Coupe de Suisse en 2011

### En équipe nationale
- 10e place au Championnat d'Europe 1998 en Italie

### Distinctions individuelles
- élu meilleur handballeur tchèque de l'année en 2004
- meilleur buteur du Championnat d'Europe 1998
- meilleur buteur du Championnat d'Italie en 2000 (it)
- 2e meilleur buteur du Championnat d'Allemagne en 2004
- 4e meilleur buteur du Championnat du monde 2005
- meilleur buteur de l'histoire de l'équipe nationale tchèque avec 991 buts marqués[2]

## Galerie

Jan Filip en 2007
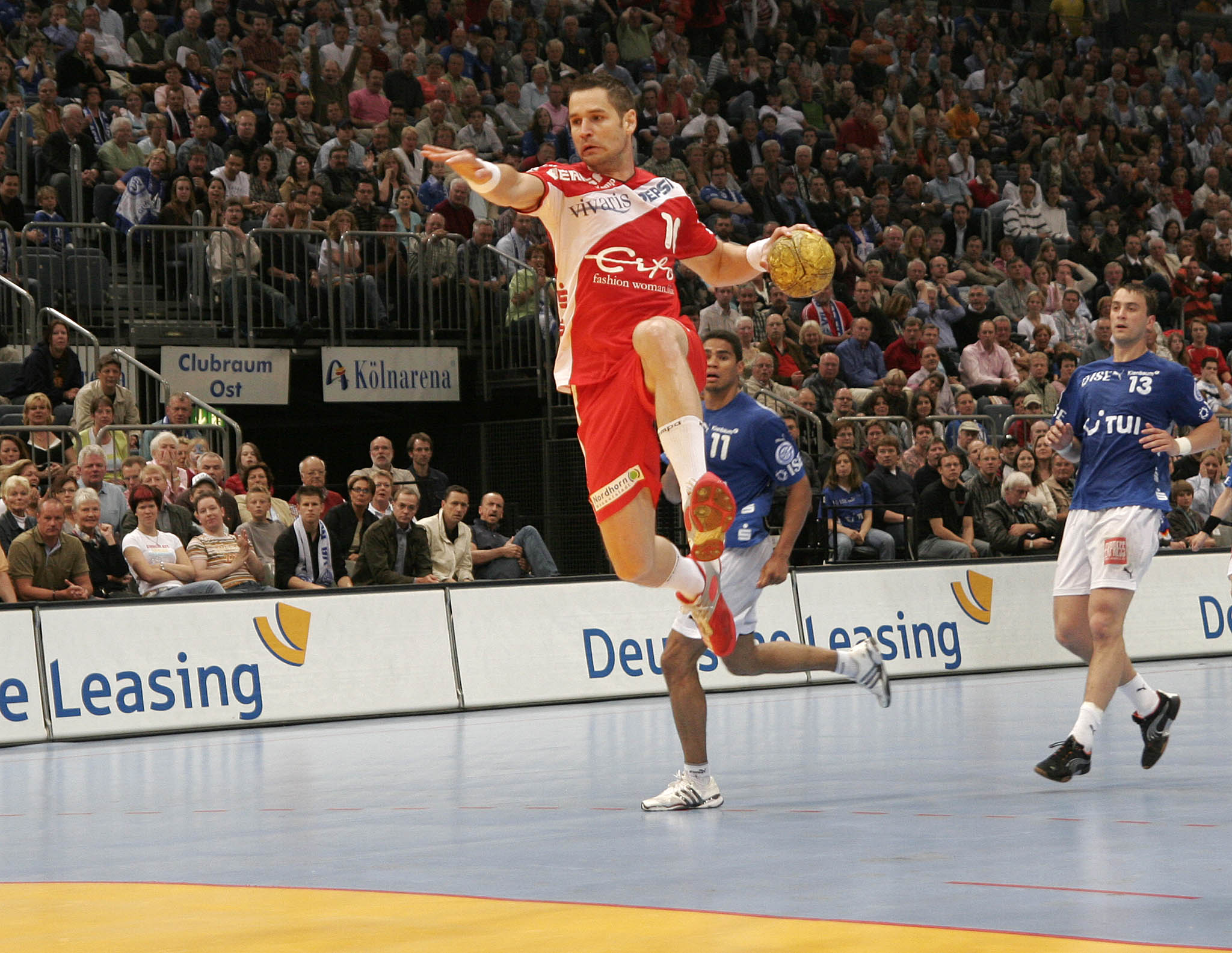
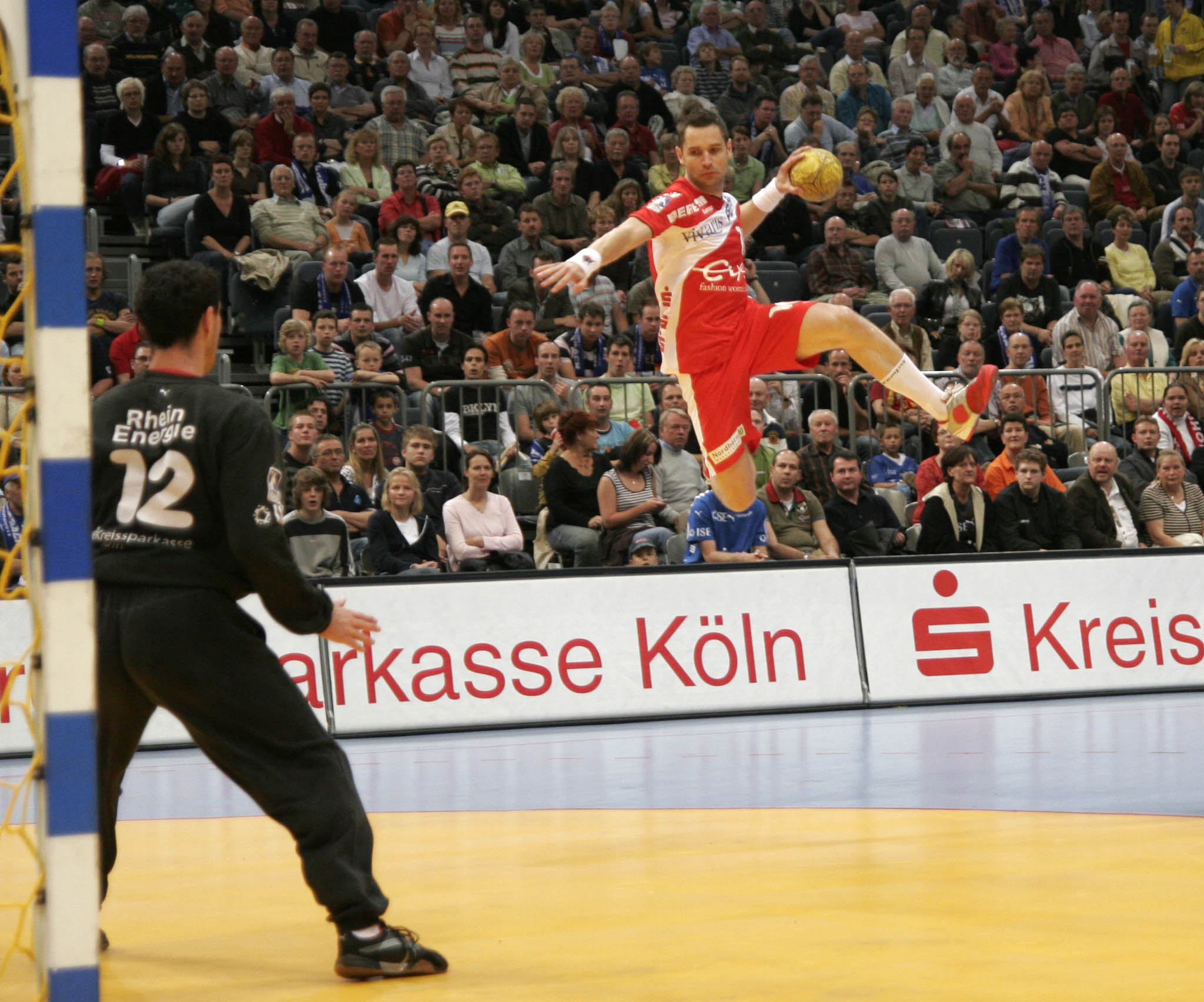